# Silver (película de 1999)
Silver (en japonés: シルバー SILVER, Shirubā ?) es una película japonesa de acción, intriga y drama, dirigida por Takashi Miike y protagonizada por Atsuko Sakuraba como Silver. Fue lanzada directamente en vídeo (VHS),para el mercado del V-Cinema, el 21 de septiembre de 1999 en Japón. Además, está basada en un manga, con el mismo nombre, de Hisao Maki.

## Argumento
Jun Shirogane es una campeona del karate que pierde a su familia en un ajuste de cuentas. Vuelve a Japón tras haber estado trabajando en el FBI en Estados Unidos, donde ha recibido una formación especializada y duro entrenamiento. Tras su retorno, un antiguo compañero la recluta para trabajar para un grupo especial de operaciones así como para formar parte de su equipo de lucha libre femenina Lovely Ladies Pro Wrestling, bajo el apodo de Silver. En su búsqueda de venganza, se encontrará con vándalos, yakuzas, una dominatrix e incluso, un asesino lanza-dardos.

## Reparto
| Actor             | Papel                                  |
| ----------------- | -------------------------------------- |
| Atsuko Sakuraba   | Jun Shirogane / Silver                 |
| Yasukaze Motomiya | Agente 004                             |
| Rumi Kazama       | Rumi Kazama, entrenador de lucha libre |
| Shinobu Kandori   | Shinobu Kandori                        |
| Saki Kurijara     |                                        |
| Koji Tsukamoto    | Sasaki                                 |
| Tommy Ran         |                                        |
| Punch Tahara      |                                        |
| Hisao Maki        | Maki, el maestro de Jun                |
| Keiji Matsuda     | Nancy Otori                            |
| Kenji Haga        | Minamida                               |
| Fujio Matsushima  |                                        |

## Producción
La película está basada en un manga del mismo nombre de Hisao Maki, quien también desempeña el papel de guionista, actor y productor de la película. Takashi Miike comenzó a filmarla justo después de terminar Ley Lines, la tercera y última entrega de Black Society Trilogy. 
Originalmente, la película iba a ser el episodio piloto de una serie de televisión, pero nunca se realizó.Esto explica algunos agujeros en el guion y el final abierto, en el que Jun dice, dirigiéndose al francotirador: "Es ella...", sin que veamos el rostro de la mujer, ya que los créditos comienzan inmediatamente.

## Lanzamiento
Silver fue lanzada en Japón el 21 de septiembre de 1999 directamente a vídeo (VHS) por Museum,y el 20 de enero de 2006 en DVD distribuido por Endless, con la colaboración de Japan Media Supply.También fue lanzada en DVD en Italia, USA y Reino Unido, por otras distribuidoras, en versión original con subtítulos.

## Recepción
En una reseña de el blog de int, José M. García, comentó: «Silver acaba resultando un título asumidamente menor que potencia su personalidad a través de la ostentación de sus costuras y una muestra ejemplar de la insobornable libertad de un creador que moviéndose por las oscuras aguas del cine de consumo de bajo presupuesto consigue legar siempre un buen puñado de inolvidables destellos creativos».
Panos Kotzathanasis en una reseña  para Asian Movie Pulse, escribió: «En este escenario, la actuación tampoco podría ser decente, aunque el ídolo japonés Atsuko Sakuraba logra arruinar incluso este papel. Sin embargo, luce sexy y también encaja con las premisas generales de explotación de la película. Probablemente la única actuación decente proviene de Keiji Matsuda como Nancy, quien en realidad es convincente como la dominatriz perversa. No hay mucho más que decir aquí, la película parece estar dirigida a los fanáticos de las películas de bajo presupuesto que combinan S&M con artes marciales, pero incluso ellos probablemente quedarán insatisfechos, al menos con respecto a “Silver” en su conjunto».